# Sylvain Gouguenheim
Sylvain Gouguenheim (* 6. August 1960) ist ein französischer Professor der Mediävistik an der École normale supérieure Lettres et Sciences Humaines (ENS LSH de Lyon) in Lyon, Historiker und Autor.

## Leben
Gouguenheim promovierte an der Universität Paris X in Nanterre, lehrte dann an der Universität Paris I (Panthéon-Sorbonne), bevor er als Professor an die ENS LSH von Lyon ging. Nach seiner Promotion über das Thema Hildegard von Bingen befasste er sich mit Studien über die im Zusammenhang mit den Kreuzzügen im Mittelalter entstandenen geistlichen Ritterorden. Über den Deutschen Orden publizierte er verschiedene Arbeiten, von denen eine seine Habilitationsschrift wurde. Seit September 2010 ist er einziges französisches Mitglied der Internationalen Historischen Kommission zur Erforschung des Deutschen Ordens und seit 2013 einziges französisches Mitglied der Historischen Kommission für ost- und westpreußische Landesforschung. Ein Hintergrund für die Aufnahme in beide Kommissionen war, dass seine Studien zum Deutschen Orden, insbesondere des 13. Jahrhunderts, zu maßgeblichen Korrekturen in Einzelfragen geführt und zur Wandlung traditioneller Geschichtsbilder beigetragen haben.

## Kontroverse um die Veröffentlichung:Aristoteles auf dem Mont Saint-Michel
2008 erschien im Pariser Verlag Éditions du Seuil in dessen Reihe L’univers historique das Buch Aristote au Mont-Saint-Michel. Les racines grecques de l’Europe chrétienne. Es widerspricht vollkommen der bis dahin allgemein vertretenen Meinung, dass die islamische Welt eine wichtige Rolle bei der Vermittlung des antiken griechischen Wissens über Philosophie, Medizin und andere Wissenschaften an die Welt des Abendlandes gespielt habe. Für den Autor seien die arabische Sprache und das Denken des Islam nicht geeignet, rationelles Denken zu befördern.
Die positive Kritik an diesem Werk, besonders durch Roger-Pol Droit in Le Monde und andere, rief einen Aufschrei unter den Mittelalter-Historikern hervor. Man wies darauf hin, dass Gouguenheims Thesen denen von Jacques Heers sehr nahe stünden und die Ideen von Rémi Brague auf das Gebiet der Philosophie anwendeten. Nur wenige französische Wissenschaftler wie Claude Gauvard unterstützten Gouguenheim.
Es gab auch neutrale Stimmen zu dem Buch von Gouguenheim. Viele Wissenschaftler jedoch, darunter auch solche aus der islamischen Welt, die zusammen mit Gouguenheim zur gleichen Zeit am selben Institut in Lyon, dem CIHAM, geforscht hatten, zweifelten seine Thesen an. In Deutschland wandte sich 2008 der Philosophiehistoriker und Arabist Dag Nikolaus Hasse aus Würzburg gegen diese Veröffentlichung. Er nannte es in der FAZ vom 19. Juni 2008 ein unseriös gearbeitetes und von Ideologie durchtränktes Buch, das mit dem täuschenden Firnis von Gelehrsamkeit überzogen, das Manifest eines kulturellen Rassismus. Die gleiche Zeitung wiederholte anlässlich der Veröffentlichung einer deutschen Fassung des Buches im Jahre 2011 durch die Wissenschaftliche Buchgesellschaft, Darmstadt, die Vorwürfe und zitiert Historiker und Islamwissenschaftler, die dem Autor vorwerfen, er verstoße gegen elementare Regeln professioneller Redlichkeit.

## Veröffentlichungen
- mit Pierre Monnet und Joseph Morsel: L’Allemagne au XIIIe siècle: de la Meuse à l’Oder. Éditions Picard, Paris 1994, ISBN 2-7084-0471-7.
- mit Jean-Patrice Boudet und Catherine Vincent: L’Europe occidentale chrétienne au XIIIe siècle: études et ducuments commentés, mit einem Vorwort von Michel Parisse. Éditions SEDES, Paris 1995, ISBN 2-7181-9210-0.
- La Sybille du Rhin: Hildegarde de Bingen, abbesse et prophétesse rhénane. Publications de la Sorbonne, Paris 1996, ISBN 2-85944-297-9.
- Les fausses terreurs de l’an mil: attente de la fin des temps ou approfondissement de la foi? Éditions Picard, Paris 1999, ISBN 2-7084-0566-7.
- Les Chevaliers teutoniques. Éditions Tallandier, Paris 2007, ISBN 978-2-84734-220-8.
- Aristote au Mont-Saint-Michel. Les racines grecques de l’Europe chrétienne. Éditions du Seuil, Paris 2008, ISBN 978-2-02-096541-5.[4]
  - deutsch von Jochen Grube: Aristoteles auf dem Mont Saint-Michel. Die griechischen Wurzeln des christlichen Abendlandes. Wissenschaftliche Buchgesellschaft, Darmstadt 2011, ISBN 978-3-534-23221-5.[5][6]
- Regards sur le Moyen âge: 40 histoires médiévales. Éditions Tallandier, Paris 2009, ISBN 978-2-84734-604-6.
- La réforme grégorienne. De la lutte pour le sacré à la sécularisation du monde. Éditions Temps Présent, Paris 2010, ISBN 978-2-916842-04-2.
- Tannenberg, 15. juillet 1410. Tallandier, Paris 2012, ISBN 978-2-84734-972-6.
- Frédéric II, un empereur de légendes. Perrin, Paris 2015, ISBN 978-2-262-04982-9.